# Pheidole kohli
Pheidole kohli är en myrart som beskrevs av Mayr 1901. Pheidole kohli ingår i släktet Pheidole och familjen myror. Inga underarter finns listade i Catalogue of Life.